# 1664
- Wikisource

| Calendário gregoriano                                                        | 1664 MDCLXIV                        |
| Ab urbe condita                                                              | 2417                                |
| Calendário arménio                                                           | 1113 – 1114                         |
| Calendário bahá'í                                                            | -180 – -179                         |
| Calendário budista                                                           | 2208                                |
| Calendário chinês                                                            | 4360 – 4361 Início a 28 de janeiro  |
| Calendário copta                                                             | 1380 – 1381                         |
| Calendário etíope                                                            | 1656 – 1657                         |
| Calendários hindus - Vikram Samvat - Calendário nacional indiano - Cáli Iuga | 1719 – 1720 1585 – 1586 4764 – 4765 |
| Calendário Holoceno                                                          | 11664                               |
| Calendário islâmico                                                          | 1075 – 1076                         |
| Calendário judaico                                                           | 5424 – 5425                         |
| Calendário persa                                                             | 1042 – 1043                         |
| Calendário rúnico                                                            | 1914                                |
| Calendário solar tailandês                                                   | 2207                                |

1664 (MDCLXIV, na numeração romana) foi um ano bissexto do século XVII do actual Calendário Gregoriano, da Era de Cristo, e as suas letras dominicais foram  F e E (52 semanas), teve início a uma terça-feira e terminou a uma quarta-feira.
| Ano completo                          |
| ------------------------------------- |
| Ano bissexto com início à terça-feira |

## Eventos
- 7 de Julho - Dá-se a Batalha de Castelo Rodrigo com a vitória dos portugueses sobre os castelhanos.
- Iniciam-se as obras de construção/reconstrução da Igreja de São Jorge das Velas. A Consagração do templo ocorre em Fevereiro de 1675, pela mão do bispo de Angra do Heroísmo, D. Lourenço de Castro.[1][2][3]
- Os holandeses são capturados pelos britânicos no nordeste do atual Estados Unidos, fazendo com que a colônia dos Novos Países Baixos passassem para as mãos da Inglaterra. Nova Amsterdã, capital da então colônia, é renomeada para Nova Iorque.

## Nascimentos
- 15 de junho - Jean Meslier, filósofo francês (m. 1789).

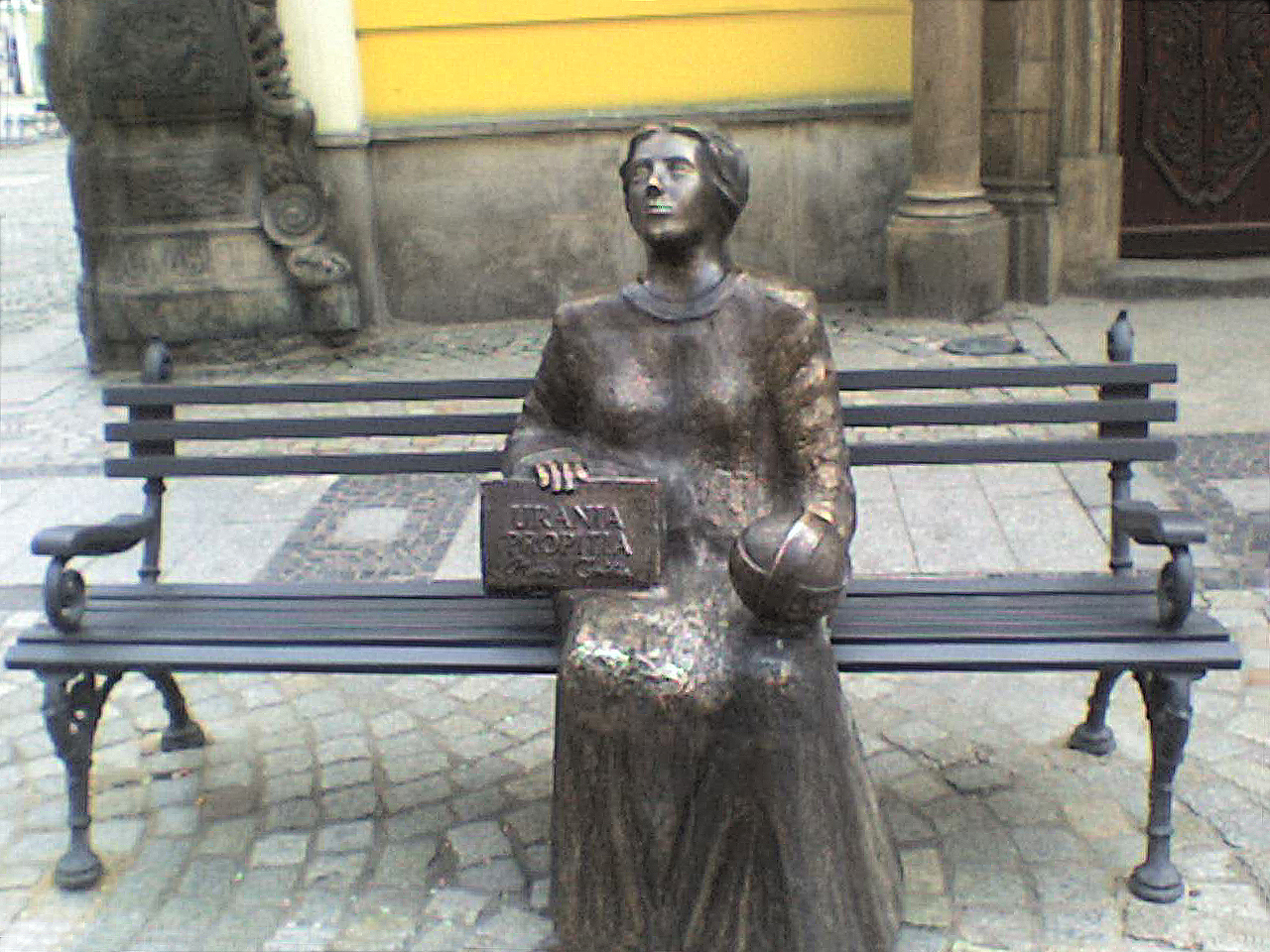
Escultura em memória da astrónoma Maria Cunitz em Świdnica, Polónia, e do seu livro de astronomia Urania propitia escrito em latim e em alemão.

## Mortes
- 22 de Janeiro - João da Costa, conde de Soure, militar português e um dos Quarenta Conjurados (n. 1610).
- 26 de Fevereiro - Emmanuel Stupanus, foi médico e professor da Universidade de Basileia (n. 1587).
- 22 de agosto - Maria Cunitz, astrónoma da Silésia (1610-1664).

## Por tema
- 1664 na ciência